# トリスタン・マイルズ
トリスタン・マイルズ（Tristan Myles）は、イギリス・カナダの視覚効果アーティストである。2000年にティーズサイド大学を卒業し、2003年にジム・ヘンソン・カンパニーでキャリアを始め、2004年よりダブル・ネガティブ（現DNEG）に加わる。2018年の映画『ファースト・マン』と2021年の『DUNE/デューン 砂の惑星』によりアカデミー賞視覚効果賞を受賞した。

## 主なフィルモグラフィ
- エイリアンVSプレデター Alien vs. Predator (2004)
- ハリー・ポッターと炎のゴブレット Harry Potter and the Goblet of Fire (2005)
- プライドと偏見 Pride & Prejudice (2005)
- キングダム・オブ・ヘブン Kingdom of Heaven (2005)
- トゥモロー・ワールド Children of Men (2006)
- ハリー・ポッターと不死鳥の騎士団 Harry Potter and the Order of the Phoenix (2007)
- 007/慰めの報酬 Quantum of Solace (2008)
- 紀元前1万年10,000 BC (2008)
- ヘルボーイ/ゴールデン・アーミー Hellboy II: The Golden Army (2008)
- ペイド・バック The Dept (2010)
- 宇宙人ポール Poul (2011)
- ジョン・カーター John Carter (2012)
- ダークナイト ライジング The Dark Knight Rises (2012)
- ラッシュ/プライドと友情 Rush (2013)
- マイティ・ソー/ダーク・ワールド Thor: The Dark World (2013)
- インターステラー Interstellar (2014)
- ミス・ペレグリンと奇妙なこどもたち Miss Peregrine's Home for Peculiar Children (2016)
- ファンタスティック・ビーストと魔法使いの旅 Fantastic Beasts and Where to Find Them (2016)
- ブレードランナー 2049 Blade Runner 2049 (2017)
- ファースト・マン First Man (2018)
- DUNE/デューン 砂の惑星 Dune (2021)

## 受賞とノミネート
| 賞               | 年   | 部門           | 作品名                 | 結果 |
| ---------------- | ---- | -------------- | ---------------------- | ---- |
| アカデミー賞     | 2018 | 視覚効果賞     | ファースト・マン       | 受賞 |
| アカデミー賞     | 2021 | 視覚効果賞     | DUNE/デューン 砂の惑星 | 受賞 |
| 英国アカデミー賞 | 2018 | 特殊視覚効果賞 | ファースト・マン       | 受賞 |
| 英国アカデミー賞 | 2021 | 特殊視覚効果賞 | DUNE/デューン 砂の惑星 | 受賞 |